# Kurt Beißner
Kurt Beißner (* 21. Juni 1915 in Clausthal; † 26. November 1989) war ein deutscher Berghauptmann des Oberbergamts Clausthal.

## Leben
Beißner stammte aus einer Bergmannsfamilie und wurde im Dorotheer Zechenhaus in Clausthal geboren. Nach dem Abitur studierte er an der Bergakademie in Clausthal, wo er Mitglied des Corps Montania war. Am Zweiten Weltkrieg nahm er als Leutnant der Reserve teil, unterbrochen durch Studienurlaub, bei dem er das Diplom-Examen ablegte. Im April 1945 geriet er in US-amerikanische Kriegsgefangenschaft. Die weitere Ausbildung als Referendar absolvierte er in Goslar und Hannover. Als Bergrat wurde er 1953 Leiter des Bergamts Dillenburg und Direktor der Bergschule Dillenburg. Zeitweilig wurde er zu Sonderaufgaben in Hinterindien und der Türkei eingesetzt, um im Rahmen der Entwicklungshilfe die Voraussetzungen für den Aufbau eines Bergschulwesens zu prüfen. Nach Auflösung des Bergamts in Dillenburg kam Beißner 1965/66 vorübergehend ins hessische Wirtschaftsministerium. 1966 wurde er Berghauptmann und Leiter des Oberbergamts Clausthal. In seine Zuständigkeit fiel damit der gesamte Bergbau im Norden der Bundesrepublik einschließlich der Bereiche Erdöl- und Erdgasförderung, unterirdische Tiefspeicherung und Offshore-Bergbau. Im August 1978 trat er in den Ruhestand.

## Auszeichnungen
- 1978: Verdienstkreuz 1. Klasse der Bundesrepublik Deutschland[1]

## Werke
- Grubensicherheit und Gesundheitsschutz im amerikanischen Bergbau. Bericht einer Studiengruppe deutscher Fachleute aus den Bergbehörden der Bergbau-Berufsgenossenschaft sowie den Arbeitgeber- und Arbeitnehmerorganisationen (München 1956)
- 100 Jahre Bergschule Dillenburg. Ihr Werden und Wirken (Dillenburg 1958)
- 1775 - 1975. 200 Jahre Technische Universität Clausthal (Hattingen 1975)